# Scottish Premier Division 1986/87
Die Scottish Football League Premier Division wurde 1986/87 zum zwölften Mal ausgetragen. Es war zudem die 90. Austragung einer höchsten Fußball-Spielklasse innerhalb der Scottish Football League, in der der Schottische Meister ermittelt wurde. In der Saison 1986/87 traten 12 Vereine in insgesamt 44 Spieltagen gegeneinander an. Jedes Team spielte jeweils zweimal zu Hause und auswärts gegen jedes andere Team. Es galt die 2-Punkte-Regel. Bei Punktgleichheit zählte die Tordifferenz.
Die Glasgow Rangers gewannen zum insgesamt 38. Mal in der Vereinsgeschichte die schottische Meisterschaft. Die Gers qualifizierten sich als Meister für die folgende Europapokal der Landesmeister Saison-1987/88. Als Pokalsieger, qualifizierte sich der FC St. Mirren für den Europapokal der Pokalsieger. Der zweit-, dritt- und fünftplatzierte Celtic Glasgow, Dundee United und der FC Aberdeen qualifizierten sich für den UEFA-Pokal.
Der FC Clydebank und Hamilton Academical stiegen am Saisonende in die First Division ab. Mit 35 Treffern wurde Brian McClair von Celtic Glasgow Torschützenkönig.

## Vereine
| Verein              | Stadt      | Stadion           |
| ------------------- | ---------- | ----------------- |
| Celtic Glasgow      | Glasgow    | Celtic Park       |
| Dundee United       | Dundee     | Tannadice Park    |
| FC Aberdeen         | Aberdeen   | Pittodrie Stadium |
| FC Clydebank        | Clydebank  | Kilbowie Park     |
| FC Dundee           | Dundee     | Dens Park         |
| FC Falkirk          | Falkirk    | Brockville Park   |
| FC Motherwell       | Motherwell | Fir Park          |
| FC St. Mirren       | Paisley    | Love Street       |
| Glasgow Rangers     | Glasgow    | Ibrox Park        |
| Hamilton Academical | Hamilton   | Douglas Park      |
| Heart of Midlothian | Edinburgh  | Tynecastle Park   |
| Hibernian Edinburgh | Edinburgh  | Easter Road       |

## Statistik

### Abschlusstabelle
| Pl. | Verein                  | Sp. | S  | U  | N  | Tore    | Diff. | Punkte |
| --- | ----------------------- | --- | -- | -- | -- | ------- | ----- | ------ |
| 1.  | Glasgow Rangers         | 44  | 31 | 7  | 6  | 085:230 | +62   | 69:19  |
| 2.  | Celtic Glasgow (M)      | 44  | 27 | 9  | 8  | 090:410 | +49   | 63:25  |
| 3.  | Dundee United           | 44  | 24 | 12 | 8  | 066:360 | +30   | 60:28  |
| 4.  | FC Aberdeen (P, L)      | 44  | 21 | 16 | 7  | 063:290 | +34   | 58:30  |
| 5.  | Heart of Midlothian     | 44  | 21 | 14 | 9  | 064:430 | +21   | 56:32  |
| 6.  | FC Dundee               | 44  | 18 | 12 | 14 | 074:570 | +17   | 48:40  |
| 7.  | FC St. Mirren           | 44  | 12 | 12 | 20 | 036:510 | −15   | 36:52  |
| 8.  | FC Motherwell           | 44  | 11 | 12 | 21 | 043:640 | −21   | 34:54  |
| 9.  | Hibernian Edinburgh     | 44  | 10 | 13 | 21 | 044:700 | −26   | 33:55  |
| 10. | FC Falkirk (N)          | 44  | 8  | 10 | 26 | 031:700 | −39   | 26:62  |
| 11. | FC Clydebank            | 44  | 6  | 12 | 26 | 035:930 | −58   | 24:64  |
| 12. | Hamilton Academical (N) | 44  | 6  | 9  | 29 | 039:930 | −54   | 21:67  |

Platzierungskriterien: 1. Punkte – 2. Tordifferenz – 3. geschossene Tore

| Legende                | Legende                                                                     |
| Saison 1986/87         | Saison 1986/87                                                              |
| ---------------------- | --------------------------------------------------------------------------- |
|                        | Schottischer Meister und Teilnahme am Europapokal der Landesmeister 1987/88 |
|                        | Teilnahme am UEFA-Pokal 1987/88                                             |
|                        | Teilnahme am Europapokal der Pokalsieger 1987/88                            |
|                        | Absteiger in die First Division                                             |
| Zum Saisonende 1985/86 |                                                                             |
| (M)                    | Meister des Vorjahres                                                       |
| (P)                    | Pokalsieger des Vorjahres                                                   |
| (L)                    | Ligapokalsieger des Vorjahres                                               |
| (N)                    | Aufsteiger aus der First Division                                           |

## Die Meistermannschaft der Glasgow Rangers
(Berücksichtigt wurden alle Spieler die im Kader der Saison 1986/87 standen)
| 1. | Glasgow Rangers |
|    | - Tor: Nicky Walker, Chris Woods - Abwehr: Hugh Burns, Terry Butcher, Ally Dawson, Dave McPherson, Stuart Munro, Jimmy Nicholl, Scott Nisbet, Jimmy Phillips, Graham Roberts - Mittelfeld: Dougie Bell, Davie Cooper, Ian Durrant, Derek Ferguson, Cammy Fraser, Davie Kirkwood, Dave MacFarlane, Ted McMinn, Craig Paterson, Bobby Russell - Angriff: Robert Fleck, Ally McCoist, Colin West - Trainer: Graeme Souness |